# Новоукраїнка (станція)
 Новоукраїнка  — проміжна залізнична станція Знам'янської дирекції Одеської залізниці на двоколійній електрифікованій лінії Знам'янка — Помічна між станціями Помічна (18 км) та  Плетений Ташлик (22 км). Розташована у місті Новоукраїнка Кіровоградської області.

## Історія
Станція Новоукраїнка відкрита у 1869 році на залізничній лінії Знам'янка — Одеса. На межі XIX—XX століття вантажообіг станції досяг 4 млн. пудів на рік (три чверті становило зерно).

## Пасажирське сполучення
На станції зупиняються пасажирські поїзди далекого та приміського сполучення.